# Медердра
Медердра (араб. المذرذرة‎) — город на юго-западе Мавритании, в области Трарза. Административный центр одноимённого департамента. Расположен примерно в 150 км к юго-востоку от столицы страны, города Нуакшот, в 55 км к северу от города Росо и в 65 км от побережья Атлантического океана.
Город находится на пути следования проектируемой железнодорожной линии, которая свяжет фосфатные шахты близ Каэди с Нуакшотом. Население по данным на 2000 год составляет 6858 человек (3138 мужчин и 3720 женщин). Большинство жителей города Медердра негроидная[уточнить] берберская народность зенага, дальше идут чёрные мавры[уточнить] и негроиды волоф фула и сонинке